# John Glenn
John Herschel Glenn mlajši (bolj znan kot John Glenn), ameriški častnik, vojaški pilot, preizkusni pilot, astronavt, politik in senator, * 18. julij 1921, Cambridge, Ohio, Združene države Amerike, † 8. december 2016, Columbus, Ohio.
Polkovnik John Glenn je bil tretji Američan v vesoljskem prostoru, prvi Američan, ki je obletel Zemljo ter najstarejši človek v vesoljskem prostoru.
V poletu, ki je trajal 4 ure in 55 minut, je Glenn trikrat obkrožil Zemljo.

## Odlikovanja
- zaslužni letalski križec z dvema zlatima zvezdama in dvema hrastovima listoma kot simboli druge do pete podelitve
- zračna medalja z 15 zlatimi zvezdami in dvema hrastovima listoma kot simboli druge do osemnajste podelitve
- predsedniška omemba enote
- mornariška pohvala enote (1952–1953, Koreja)
- zaslužna medalja NASE (za prvi orbitalni polet)
- azijsko-pacifiška kampanjska medalja z eno bronasto zvezdo
- medalja za služenje na Kitajskem
- mornariška okupacijska medalja
- nacionalnoobrambna medalja
- medalja za služenje v Koreji z dvema bronastima zvezdama
- medalja za služenje ZN
- korejska predsedniška omemba enote

Prav tako je bil nosilec mornariških astronavtskih kril in Oznake astronavtov KMP ZDA